# Jože Zavertnik
Jože Zavertnik (tudi Josip Zavertnik), slovenski časnikar in urednik delujoč v ZDA, * 2. januar 1869, Škofljica, † 28. avgust 1929, Clarendon Hills pri Čikagu, Illinois, ZDA.

## Življenje in delo
Zavertnik je nekaj let obiskoval gimnazijo v Ljubljani ter nato 2 leti mornariško šolo v Pulju. Po končanem šolanju je bil 7 let strojnik na ladji, zatem sprevodnik in kurjač pri Južni železnici. Leta 1895 je ostal nezaposlen, odšel na Dunaj in tu urejal glasilo Der Eisenbahner (1895-1898) ter tudi tržaška lista Delavec (izhajal 1897-1898) in Svoboda., ter 1898 izdajal in urejal tržaški Rdeči prapor. Leta 1903 se je izselil v ZDA; delal je v Clevelandu, od 1904 v Chicagu. Urejal je socialistični list Glas svobode in Koledar Glasa svobode. Leta 1906 je bil med ustanovitelji socialističnega lista Proletarec in ga do 1907 tudi urejal. V letih 1911−1929 je bil urednik Prosvete glasila SNPJ. Bil je aktiven socialist , 1907 je organiziral Jugoslovansko delavsko tiskovno družbo, sodeloval v Jugoslovanski socialistični zvezi in bil 1917 med podpisniki čikaške izjave. 
Kratko prozo je objavljal v Proletarcu, Prosveti, Mladinskem listu in Ameriškem družinskem koledarju. Osrednja tematika njegove proze je delavstvo in njegov boj proti izkoriščevalcem. Pisal je tudi o zatiranju v Avstro-Ogrski, o vojni in nezaupanju med ljudmi. Za SNPJ je 1925 v Chicagu izdal monografijo Ameriški Slovenci (COBISS) , v kateri je opisal zgodovino slovenskega naseljevanja in naselbin in slovenske narodne podporne jednote v ZDA.  Poslovenil je nekaj del W. Scotta in U. Sinclairja.